# Metropolia Cotabato
Metropolia Cotabato – jedna z 16 metropolii kościoła rzymskokatolickiego na Filipinach. Została erygowana 5 listopada 1979.

## Diecezje
- Archidiecezja Cotabato
  - Diecezja Kidapawan
  - Diecezja Marbel

## Metropolici
- Gérard Mongeau (1979-1980)
- Philip Francis Smith (1990-1994)
- kard. Orlando Beltran Quevedo (1998-2018)
- Angelito Lampon (od 2018)